# Chong Kumdan II
Chong Kumdan II (auch Chong Kumdang Ri II) ist ein 7004 m hoher Berg im Rimo Muztagh, einem Teilbereich des Karakorums.

## Lage und Eigenschaften
Der Chong Kumdan II liegt 4,19 km westlich des Chong Kumdan I sowie 5,91 km nordwestlich des Mamostong Kangri. Zu beiden Nachbarbergen führt ein Bergrat. Der Chong Kumdan befindet sich in Indien nahe der umstrittenen Grenze zu Pakistan. An der Ostflanke des Bergs befindet sich das obere Ende des Südlichen Chong-Kumdan-Gletschers.

## Besteigungsgeschichte
Es sind im Himalayan Index keine Besteigungen des Chong Kumdan II dokumentiert.